# 331316 Cavedon
331316 Cavedon è un asteroide della fascia principale. Scoperto nel 2006, presenta un'orbita caratterizzata da un semiasse maggiore pari a 3,0528664 au e da un'eccentricità di 0,0066077, inclinata di 9,34721° rispetto all'eclittica.